# Bertrand Laverdure
Pour les articles homonymes, voir Laverdure.
Bertrand Laverdure est un poète et un romancier québécois né à Montréal en 1967. Il est également impliqué dans le milieu littéraire québécois en tant que rédacteur, directeur littéraire, journaliste, recherchiste et chroniqueur. En 2003, il remporte le Prix Rina-Lasnier pour son recueil de poèmes Les forêts.

## Biographie
Né sur la Rive-Sud de Montréal en 1967, à Saint-Lambert, Bertrand Laverdure étudie à l’UQAM en études littéraires et complète un mémoire sur Jean-Jacques Rousseau.

### Carrière littéraire
Comme poète intéressé par toutes les voies contemporaines de l'écriture, il participe à plusieurs lectures publiques et présente des spectacles tels que Quebecuba en 2008 à la Maison de la culture Janine Suto avec les poètes José Acquelin, Léon Guy Dupuis et Yannick Renaud et VSUP (Veuillez signaler un poème) en 2009 au festival Metropolis bleu,.
Il fait également la lecture de ses textes au Bowery Poetry Club à New York et au Festival International de Poésie de La Havane, à La Havane, Cuba. Au Festival Voix d'Amériques, en 2010, il présente un spectacle avec le performeur, poète et prosateur belge Antoine Boute.
À l’affût des collaborations et des expériences esthétiques les plus diverses, il marie ses mots à tous les types de musique. Les compositeurs/trices Stacey Brown, Cléo Palacio-Quintin, Vincent Collard et Marc Ouellette ont mis ses textes en musique tout aussi bien, dans un autre registre, que le groupe métal Anonymus,. Il écrit un livret d’opéra adapté du roman de Victor Hugo « L’Homme qui rit », pour le compositeur Airat Ichmouratov, opéra qui été présenté en 2023 au Festival Classica.
Il travaille comme directeur littéraire aux éditions Triptyque de 2002 à 2006 et fonde une maison d'édition éphémère, Les petits villages, dont l'idée éditoriale consistait à envoyer comme reporter-poète des poètes dans des petits villages québécois de moins de quatre cents habitants pour y composer un livre de poésie original tenant compte de leur séjour dans ce même village.

### Emplois et projets
Il a travaillé comme journaliste littéraire pour plusieurs publications telles que Moebius, Liaison Saint-Louis, Spirale, Lectures, ZAQ, OVNI Magazine (dont il a fait partie du comité de rédaction) et L'Unique (le journal de l'UNEQ). Ses textes sont parus entre autres dans les publications suivantes : Aube Magazine, Action poétique, Estuaire, C'est selon, Moebius, XYZ, L'Inconvénient, Littéréalité, Les Écrits, Exil, Entrelacs, Moos, Osiris, Revue des gens bien et pas bien du tout, Feeling.
Il a été recherchiste et chroniqueur à l'émission littéraire TOUT LE MONDE TOUT LU! sur le réseau MATV.
Il a exploré également le terrain de l’art numérique littéraire, en réalisant, à l’aide du studio 30 et d'Hugo Arcier, un environnement virtuel pour Oculus Rift, avec des calligrammes 3D à manipuler, autour de la figure du poète Frank O’Hara, intitulé La chemise de Frank O’Hara. Incursion dans le territoire des nouvelles narrativités en poésie, l'œuvre a été présentée au Mois Multi à Québec en février 2020.

### Écriture
Ses romans relèvent en général de la littérature du commentaires, s'attaquent parfois avec un esprit satyrique à la vie littéraire d'aujourd'hui (Gomme de xanthane, Triptyque, 2006) ou tentent de cerner, par l'entremise de techniques narratives variées, un phénomène quelconque. Par exemple, dans Lectodôme (Le Quartanier, 2008), la communauté des lecteurs d'aujourd'hui, ou dans La chambre Neptune (La Peuplade, 2016), la fin de vie d'une jeune enfant et les répercussions pour son entourage.
De 2015 à 2017, il est nommé Poète de la Cité de Montréal. Dans le cadre de ce mandat, il s'intéresse à la flore de Montréal. Il pilote un collectif de poètes et de bédéistes à ce sujet publié aux éditions La Pastèque, Un herbier de Montréal (2017) en plus de publier chez Mémoire d'encrier (2019) l’ouvrage Lettres en forêt urbaine-Le projet Xanadu, portant sur les arbres de Montréal.
De 2011 à 2015, il tient un blogue sous le titre: « Technicien coiffeur ».

## Œuvres

### Poésie
- L'oraison cassée, Montréal, Éditions du Noroît, 1994, 60 p.  (ISBN 2890182959 et 9782890182950).
- Fruits, Montréal, Éditions du Noroît, 1996, 69 p.  (ISBN 2890183556 et 9782890183551).
- La maison suivi de Les portraits, Montréal, Éditions du Noroît, 1998, 62 p.  (ISBN 2890184072 et 9782890184077).
- Les forêts, Montréal, Éditions du Noroît, 2000, 85 p.  (ISBN 289018451X et 9782890184510).
- Audioguide, Montréal, Éditions du Noroît, 2002, 88 p.  (ISBN 2890184897 et 9782890184893).
- Rires, Montréal, Éditions du Noroît, 2004, 83 p.  (ISBN 2890185354 et 9782890185357).
- Sept et demi, Montréal, Le Quartanier, 2007, 70 p.  (ISBN 9782923400266 et 2923400267)
- Cascadeuse, Montréal, La courte échelle, 2013, 41 p.  (ISBN 9782896517312).
- Rapport de stage en milieu humain, Montréal, éditions Triptyque, 2014, 68 p.  (ISBN 9782890319400).
- Lettres en forêt urbaine - Le Projet Xanadu (avec des illustrations de Catherine Filteau), Montréal, Mémoire d'encrier, 2019, 85 p.  (ISBN 9782897126261).
- Ce livre ne s'adresse qu'à 0,00005% de la population, Montréal, Hamac, 2022, 85 p.  (ISBN 9782925087557).
- Opéra de la déconnexion, Montréal, Éditions Mains libres, 2024, 144 p.  (ISBN 9782925197478).

### Romans
- Gomme de xanthane, Montréal, Triptyque, 2006, 193 p.  (ISBN 2890315541 et 9782890315549).
- Lectodôme, Montréal, Le Quartanier, 2008, 315 p.  (ISBN 9782923400440).
- J'invente la piscine, Montréal, La courte échelle, 2010, 145 p.  (ISBN 9782896512690).
- Bureau universel des copyrights, Saguenay, La Peuplade, 2011, 142 p.  (ISBN 9782923530321).
- 100 % Ergonomique, coécrit avec Ariane Bart, Etterbeek (Belgique), Maelstrom, 2011, 136 p.  (ISBN 9782875050939).
- Comment enseigner la mort à un robot ?, Montréal, Mémoire d'encrier, 2015, 197 p.  (ISBN 9782897122942 et 2897122943).
- La chambre Neptune, Saguenay, La Peuplade, 2016, 218 p.  (ISBN 9782924519165 et 2924519160).

### Ouvrages collectifs
- L'engagement de la parole: politique du poème, Montréal, Vlb éditeur, 2005, 344 p.  (ISBN 9782890059153).
- Cité selon, Montréal, Le Quartanier, 2006, 104 p.  (ISBN 9782923400129).
- Les petits villages, avec Élise Turcotte, Corinne Larochelle, Jean-Éric Riopel, Thierry Dimanche et André Roy, Montréal, Le Lézard amoureux, 2007, 32 p.  (ISBN 2980784206).
- Le livre de chevet (The cost of misery), Montréal, Le Quartanier, 2009, 240 p.  (ISBN 9782923400600).
- Être un héros - Des histoires de gars (Scrap it !), Montréal, La Courte Échelle, 2011, 228 p.  (ISBN 9782896518296, 2896518290, 9782896950782 et 2896950788)
- La plaquette cubaine (collectif de poésie avec José Acquelin et Yannick Renaud), Montréal, Le Lézard amoureux, 2008, 81 p.  (ISBN 9782923398129).
- Bienvenue aux dames - L'année des punaises de lit, Montréal, Vlb éditeur, 2014, 176 p.  (ISBN 9782896495986).
- Un herbier de Montréal des poètes et des bédéistes (pilote du collectif), Montréal, La Pastèque, 2017, 83 p.  (ISBN 9782897770266).

### Livrets d'opéra
- L'Homme qui rit, livret d'opéra, Montréal, Dramaturges éditeurs, 2023, 118 p.  (ISBN 978-2-89637-192-1).

### Autres publications
- Jacques Ferron, citoyen de Ville Jacques-Cartier, Société d'histoire de Longueuil, cahier 29, 2000.
- Les parcs publics, Montréal, Mœbius, no  107, 2005, p. 61-63.
- Lettres crues, Théâtre de l'épistolaire à l'époque des réseaux sociaux, correspondance avec Pierre Samson, Montréal, La Mèche, 2012, 378 p.  (ISBN 9782897070090).

## Prix et honneurs
- 1999 : lauréat du Prix Joseph-S.-Stauffer du Conseil des Arts du Canada[22].
- 2000 : finaliste au Prix Émile-Nelligan pour Les Forêts[23].
- 2003 : finaliste au Grand prix Québecor du Festival international de la poésie pour Audioguide[23].
- 2003 : lauréat du Prix Rina-Lasnier pour Les forêts[24],[25].
- 2008 : mention spéciale au Prix de la bande à Mœbius pour Voici la recette d'une marche satisfaisante, dans Moebius 116[26].
- 2009 : finaliste au Grand prix littéraire Archambault pour Lectodôme[27].
- 2011 : semi-finaliste au Prix littéraires Radio-Canada, section poésie, pour La compétition symbolique.
- 2011 : semi-finaliste au Prix littéraires Radio-Canada, section nouvelle, pour La mythologie d'Old Orchard[28].
- 2011 : finaliste au Prix Alvine-Bélisle pour J'invente la piscine.
- 2014 : demi-finaliste au Prix du festival de la poésie de Montréal pour Cascadeuse[29].
- 2015 : finaliste au Relit award, pour la traduction en anglais (Oana Avasilichioaei) de Bureau universel des copyrights[30].
- 2015-2017 : Poète de la Cité à Montréal (Bourse de résidence du Conseil des Arts de Montréal)[31].
- 2017 : lauréat du Prix du Gouverneur général en traduction pour Readopolis (traduction du roman Lectodôme) à Oana Avasilichioaei[32].
- 2017 : auteur en lice pour le Prix de poésie Radio-Canada[33].
- 2020 : liste préliminaire pour le Prix de poésie Radio-Canada 2020[34].
- 2021 : finaliste au Prix Félix-Antoine-Savard de poésie[35].